# 似木賊屬
似木賊屬（學名：Equisetites），又名擬木賊屬，是木賊科下已滅絕的一個屬，為一類生長在潮濕地區的蕨類。生存於石炭紀末至白堊紀末，其化石分布於全世界。

## 特徵
似木賊的外形和現代木賊屬物種一致，和新蘆木屬亦很相似。這類植物長有主脈莖，孢子生成於位於某些莖部頂端之孢子囊穗（類似毬果的結構）裡的孢囊梗內。單葉互相連接，呈直線狀或草葉狀，可多達30輪。葉的基座包裹著鱗片葉。它們能利用地下莖進行無性生殖。

## 物種[1]
- Equisetites conicus Sternberg, 1833
- Equisetites pusillus Villar de Seoane, 2005